# Hacken und Rottauer Filz

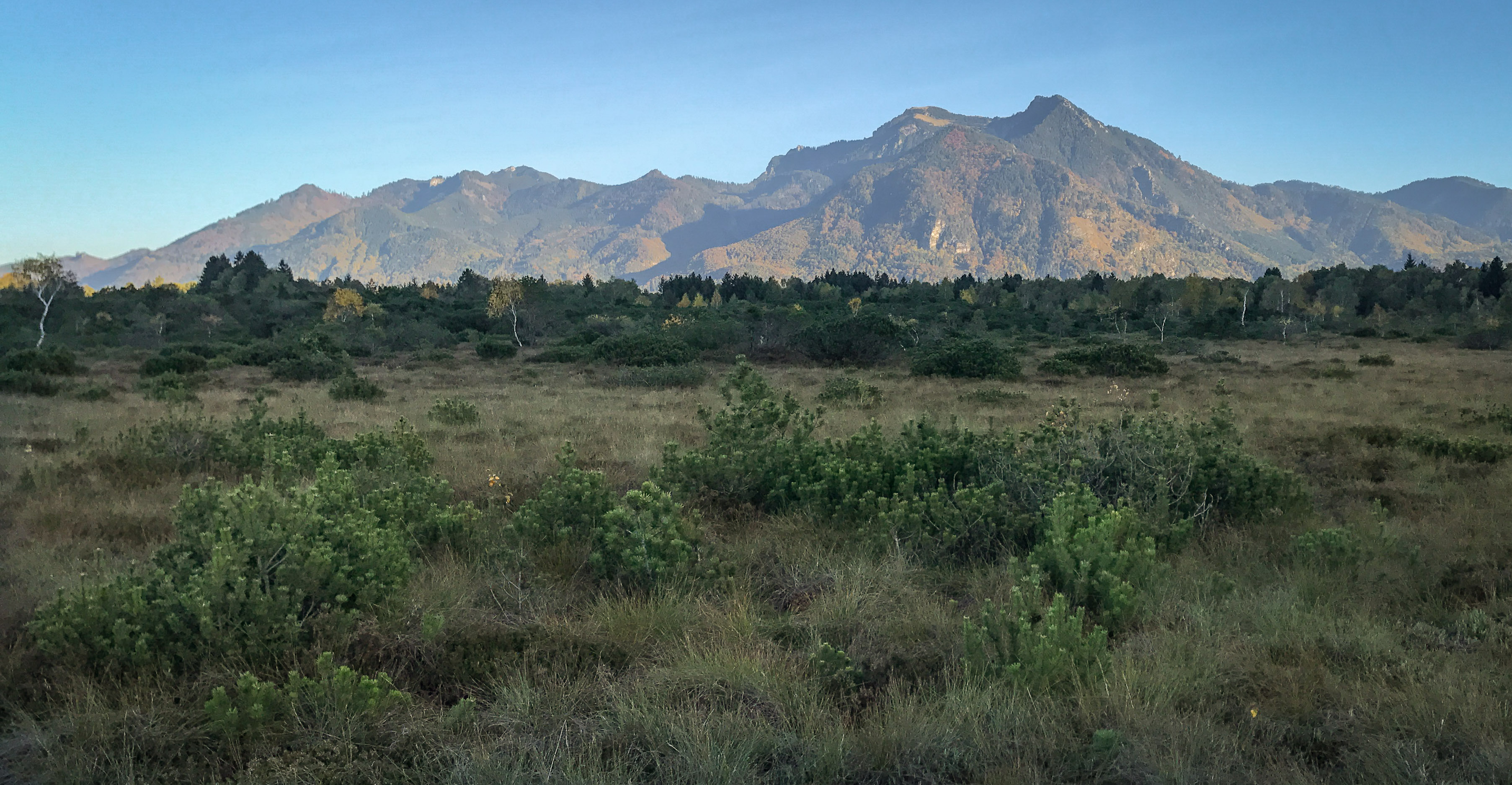
Naturschutzgebiet Hacken und Rottauer Filz (Oktober 2017)

Das Naturschutzgebiet Hacken und Rottauer Filz liegt auf dem Gebiet des Marktes Grassau im Landkreis Traunstein in Oberbayern. Es ist Teil des EU-Vogelschutzgebietes „Moore suedlich des Chiemsees“ (DE-8141-471) sowie Teil des FFH-Gebietes „Moore suedlich des Chiemsees“ (8140-371).
Das 364 ha große Gebiet mit der Nr. NSG-00373.01, das im Jahr 1990 unter Naturschutz gestellt wurde, erstreckt sich nördlich von Rottau, einem Ortsteil von Grassau. Nördlich erstreckt sich der 79,9 km² große Chiemsee. Nördlich und westlich verläuft die A 8 und südlich die B 305. Östlich erstreckt sich das 744,5 ha große Naturschutzgebiet Kendlmühlfilzen.